# آرنتسویل (ویرجینیای غربی)
آرنتسویل (به انگلیسی: Arnettsville) یک منطقهٔ مسکونی در ایالات متحده آمریکا است که در شهرستان مونونگالیا، ویرجینیای غربی واقع شده‌است.